# Setialaksana
Setialaksana is een bestuurslaag in het regentschap Bekasi van de provincie West-Java, Indonesië. Setialaksana telt 5485 inwoners (volkstelling 2010).